# Дажани, Надя
Надя Дажани (англ. Nadia Dajani, род. 26 декабря 1965) — американская актриса, которая появилась в более пятидесяти телесериалах и фильмах начиная с девяностых.
В основном известна по своей роли в ситкоме «Нед и Стейси», в котором она снималась с 1995 по 1997 год. В двухтысячных она снялась в нескольких недолго просуществовавших ситкомах и в основном была заметна в таких сериалах как «Западное крыло», «Секс в большом городе», «Закон и порядок», «Дурнушка», «Следствие по телу», «Эта страшная буква «Р»», «Необходимая жестокость» и «Хорошая жена». Также у неё были заметные роли в фильмах «Вид сверху лучше» и «Потерянный Валентин».
В 2013 году у него была второстепенная роль в сериале «Дневники Кэрри», а с тех пор она появилась в «Закон и порядок: Специальный корпус», «Форс-мажоры», «Манхэттенская история любви», «Элементарно», «Юная» и «Две девицы на мели».

## Личная жизнь
18 апреля 2017 года вышла замуж за пожарного Джона Мура.

## Избранная фильмография
| Год  |   | Русское название   | Оригинальное название | Роль        |
| ---- | - | ------------------ | --------------------- | ----------- |
| 2015 | с | Две девицы на мели | 2 Broke Girls         | Мари Прауэр |